# Iwajło Marinow
Iwajło Marinow Christow (bułg. Ивайло Маринов Христов) (ur. 13 lipca 1960 w Warnie jako Ismaił Mustafow) – bułgarski bokser kategorii papierowej. Jest brązowym medalistą letnich igrzysk olimpijskich w Moskwie i złotym medalistą letnich igrzysk olimpijskich w Seulu. W 1982 roku w Monachium zdobył mistrzostwo świata w kategorii papierowej. Jest także czterokrotnym mistrzem Europy z Tampere, Warny, Aten i Göteborga.